# Klashaus (Tann)
Das Klashaus (auch Claß genannt) ist das als Kulturdenkmal geschützte ehemalige Spital und spätere Armenhaus in der Stadt Tann (Rhön) im osthessischen Landkreis Fulda. Der Name ist eine historische Verballhornung von „St. Nikolaushaus“.

## Lage
Das Haus, mit einer Grundfläche von etwa 12 × 16 m, steht im Norden der Stadt gegenüber der Niklaskirche, der heute als Friedhofskirche dienenden einstigen Spitalkirche, auf der westlichen Seite der Rhönstraße (Bundesstraße 278), Ecke Alter Weg. Es wird heute als Wohnhaus genutzt (Rhönstraße 1).

## Der Bau
Das 1617, wie damals üblich, außerhalb der Stadtmauern erbaute und heute gut erhaltene Haus ist zweistöckig mit roten Ziegeln gedecktem Mansardsatteldach. Die straßenseitige Fassade des traufständigen Gebäudes ist dreiachsig. Das Portal, mittig im Erdgeschoss, ist flankiert von zwei Zwillingsfenstern. Über den drei Zwillingsfenstern im ersten Stock befinden sich drei Schleppgauben im unteren der beiden Dachgeschosse. Die Giebelseiten enthalten jeweils drei einfache Fenster in den beiden unteren Stockwerken sowie zwei im ersten und eins im oberen Dachgeschoss. Die beiden unteren Geschosse sind ockergelb verputzt. Die Giebelseiten der beiden Dachgeschosse sind grau verschindelt.
Auf dem Türsturz des Portals findet sich das Baudatum 1617, und der darüber in die Hauswand eingelassene Renaissance-Wappenstein trägt beiderseits des Wappens derer von der Tann die Inschrift „ANNO DOMINI 1617 Hospital zu S(anct) Claus“. In einer rechteckigen, von Rollwerk eingefassten Tafel darunter steht die Inschrift „QVOD VOS IN OPI PARITER MIHI FECISTIS“, gefolgt von zwei zum einstigen Zweck des Gebäudes passenden Zeilen aus dem Matthäus-Evangelium.